# Police Rescue Australia
Police Rescue Australia ist eine Dokuserie über die Einsätze der Spezialeinheit „Police Rescue and Bomb Disposal Unit“ der australischen Polizei.

## Handlung
Die Dokuserie zeigt die Arbeit der Police Rescue and Bomb Disposal Einheit. Viele Fälle ereignen sich im Großraum Sydney und in den Blue Mountains. In der Stadt kommt es zu Vorfällen an Gebäuden, der Infrastruktur und im Alltag der Menschen. Die Spezialkräfte werden aber auch gerufen, wenn Tiere zu retten sind. In den Bergen und Nationalparks passieren Unfälle bei der Ausübung von Hobbys wie Wandern oder Canyoning. Viele Kräfte werden gebunden, wenn Personen als vermisst gemeldet werden und eine große Suchaktion koordiniert werden muss. Darüber hinaus werden spezielle Situationen wie ein Auswahlverfahren oder ein Einsatz zum Jahreswechsel gezeigt.